# Université de médecine de Hamamatsu
L'Université de médecine de Hamamatsu (浜松医科大学, Hamamatsu Ika Daigaku, couramment abrégée en Hamaidai, 浜医大) est une université nationale japonaise, située à Hamamatsu dans la préfecture de Shizuoka

## Histoire
L'université est créée en 1974. En 1977, l'hôpital universitaire est achevé. en 1995, le département de formation des infirmières est ouvert.

## Composantes
L'université est structurée en faculté de 1er cycle (学部, gakubu), qui a la charge des étudiants de 1er cycle universitaire, et en faculté de cycles supérieurs (研究科, kenkyūka), qui a la charge des étudiants de 2e et 3e cycle universitaire.

### Facultés de1ercycle
L'université compte 1 faculté de 1er cycle (学部, gakubu).
- Faculté de médecine
  - Département de formation des médecins
  - Département de formation des infirmières.

### Facultés de cycles supérieur
L'université compte 1 faculté de cycles supérieurs (研究科, kenkyūka).
- Faculté de médecine